# Lamprohiza mulsanti
La luciérnaga de gafas pequeña (Lamprohiza mulsanti) es una especie de coleóptero de la familia Lampyridae. Es una especie presente en la península ibérica.